# Cinnamon
Cinnamon – środowisko graficzne oparte na bibliotece GTK+ 3. Pierwsza wersja pojawiła się w 2011 roku. Cinnamon z początku był forkiem GNOME Shell, czyli powłoką graficzną dla środowiska GNOME. Wraz z wersją 2.0 stał się oddzielnym środowiskiem graficznym. Cinnamon jest rozwijany na potrzeby dystrybucji Linux Mint, jednak może być używany także w innych dystrybucjach.
Ponieważ Cinnamon próbuje wprowadzić interfejs graficzny różniący się od środowiska GNOME, wiele aplikacji zostało sforkowanych, aby dostosować je do potrzeb środowiska.